# Шорвин Кец
Шорвин Кец (калм. Шорвин Кец) — сельский населенный пункт в Кетченеровском районе Калмыкии, в составе Сарпинского сельского муниципального образования.

## География
Поселок расположен в западной части Прикаспийской низменности, в 10 км к юго-востоку от посёлка Сарпа.

## История
Дата основания населённого пункта не установлена. Скорее всего, населённый пункт был основан как ферма совхоза № 10 "Сарпа", образованного в 1928 году. На карте Сталинградской области 1945 года обозначен как ферма № 3 свх. № 10. На американской карте СССР 1950 года на месте посёлка обозначены отдельные строения. На административной карте Астраханской области 1956 года чуть южнее места расположения современного посёлка Шорвин Кец обозначено село Бугровое. Дата присвоения названия Шорвин Кец не установлена, но на карте 1985 года посёлок обозначен уже под современным названием

## Население
| 2002 | 2010 | 2012 |
| ---- | ---- | ---- |
| 58   | ↘35  | ↘33  |

Национальный состав
Согласно результатам переписи 2002 года большинство населения посёлка составляли калмыки (85 %)
| Национальность | Численность (2010) | Процент |
| -------------- | ------------------ | ------- |
| Калмыки        | 26                 | 76,5%   |
| Русские        | 8                  | 23,5%   |
| Всего          | 34                 | 100%    |